# Малый Изяк
Малый Изяк — река в России, протекает по Благовещенскому району Башкортостана. Длина реки составляет 32 км. Площадь водосборного бассейна — 237 км².
Начинается в липово-вязовом лесу в урочище Восточная Чижовская Дача у деревни Сологубовка. Течёт на юг по западной окраине леса Тахтаровская Дача. Затем протекает мимо рыбопитомника Пчела, деревни Старогилево и пионерского лагеря Огонёк. Устье реки находится в 25 км по левому берегу реки Изяк у села Ильино-Поляна на высоте 106 метров над уровнем моря.
В 17 км от устья, по правому берегу реки впадает река Мамонда. В 19 км от устья, по правому берегу реки впадает река Сергази.

## Этимология
Гидроним, возможно, восходит к башкирскому узэк «ложбина».

## Данные водного реестра
По данным государственного водного реестра России относится к Камскому бассейновому округу, водохозяйственный участок реки — Уфа от Павловского гидроузла до водомерного поста посёлка городского типа Шакша, речной подбассейн реки — Белая. Речной бассейн реки — Кама.
Код объекта в государственном водном реестре — 10010201212111100024046.